# Anomalocaris saron
Espèce
Anomalocaris saron est une espèce éteinte d'arthropodes marins du Cambrien appartenant au genre Anomalocaris. En l'état actuel de nos connaissances il s'agirait du premier grand prédateur sur Terre. Il avait de gros yeux composés ressemblant à ceux des crustacés et des insectes modernes.

## Alimentation
Il se nourrissait vraisemblablement de trilobites qu'il chassait à l'aide de ses yeux performants et de ses appendices préhensibles.

## Habitat
Il vivait dans les fonds marins sableux du Paléozoîque.